# João Cândido Ferreira
João Cândido Ferreira (Lapa, 21 de abril de 1864 — Curitiba, 20 de fevereiro de 1948) foi um médico e político brasileiro. Avô do empresário Francisco Cunha Pereira Filho.
Nasceu na Fazenda Taboão, propriedade de sua família nos arredores da cidade da Lapa. Descendia de antigos troncos curitibanos e era parente próximo de Diogo Antônio Feijó, regente do império.
Formado pela Faculdade de Medicina do Rio de Janeiro no ano de 1888, retornou à sua terra natal para exercer a profissão de médico, estabelecendo-se com consultório no centro daquela cidade.

## Ingresso na política e o Cerco da Lapa
Ainda jovem ingressou na política local, sendo prefeito municipal da cidade da Lapa, de 1892 a 1896, durante o Cerco da Lapa, período marcado pela Revolução Federalista, ao qual foi nomeado médico diretor do hospital de sangue em 1894, quando a cidade foi ocupada durante 27 dias pelas tropas maragatas chefiadas pelo caudilho castelhano Gumercindo Saraiva, combatidas por outro lado pelo coronel Antônio Ernesto Gomes Carneiro, enviado ao Paraná pelo marechal Floriano Peixoto para conter o avanço das tropas deste rumo à capital federal, Rio de Janeiro. Sendo conhecido como um, senão o mais triste e sangrento episódio armado da história do Brasil.
No dia 7 de fevereiro de 1894, Antônio Ernesto Gomes Carneiro foi baleado por um tiro no abdômem, vindo a falecer dois dias depois, nos braços do jovem médico João Cândido Ferreira, de quem foi amigo e último confidente.
Após a revolução, pelo Partido Republicano, João Cândido foi eleito deputado estadual em 1896, em 1901 deputado federal e em 1903 vice-presidente do estado, vindo a assumir a presidência por diversas vezes na ausência do titular, Vicente Machado da Silva Lima, por motivo de tratamento médico e mais tarde por ocasião de sua morte em 1907.
Como presidente do estado, realizou importantes feitos em relação à educação e à saúde, fundando a Escola de Agronomia do Paraná e reorganizando os sistemas de saúde pública e de ensino.
Renunciou ao cargo de chefe do governo estadual pouco depois em 1908, alegando não fazer parte de seu caráter perseguir adversários políticos, e por sentir-se traído por colegas de partido que aliavam-se então à inimigos de outrora, despindo-se portanto de todas suas pretensões políticas, e entregando-se à sua gloriosa vocação de médico e professor de Clínica Médica .

## Fundação da Universidade Federal do Paraná
Ousado, João Cândido fundou e sustentou junto de seu primo e cunhado o também médico Victor Ferreira do Amaral e Silva em difíceis momentos, a primeira Universidade do Paraná, contribuindo com a publicação de vasta obra bibliográfica na medicina nacional. Também foi presidente da Sociedade de Medicina do Paraná e editor do periódico Paraná-Medico. 
Na década de 1920, João Cândido participou do movimento eugênico brasileiro, dialogando com as teorias neo-hipocrática e neo-lamarckistas. Junto da Faculdade de Medicina do Paraná iniciou uma luta contra a sífilis, tuberculose e alcoolismo.
O Dr. João Cândido Ferreira faleceu em Curitiba em 20 de fevereiro de 1948, após a morte de um filho chamado Murilo, com quem tinha extraordinária afinidade.